# جون كونولي (لاعب كرة قدم)
جون كونولي (بالإنجليزية: John Connolly)‏ (28 ديسمبر 1971 - ) هو لاعب كرة قدم أيرلندي في مركز حراسة المرمى. لعب مع نادي شيلبورن.

## وصلات خارجية
- جون كونولي على موقع الاتحاد الدولي (مؤرشف)  (الإنجليزية)
- جون كونولي على موقع قاعدة بيانات كرة القدم.إي يو (الإنجليزية)
- جون كونولي على موقع قاعدة بيانات كرة القدم.إي يو (الإنجليزية)